# Food Lion
Food Lion LLC, tidigare Food Town, är ett amerikanskt detaljhandelsföretag som driver livsmedelsaffärer i tio amerikanska delstater i östra USA. De förfogar över 1 031 butiker samt har en personalstyrka på fler än 63 000 anställda för år 2019. Företaget är ett dotterbolag till det nederländsk-belgiska förvaltningsbolaget Ahold Delhaize.
Detaljhandelskedjan grundades 1957 som Food Town av bröderna Brown och Ralph Ketner samt Wilson Smith. 1974 blev de uppköpta av det belgiska detaljhandelsföretaget Delhaize Group. 1983 öppnade man butiker i delstaten Virginia, och när man skulle göra det i staden Richmond så blev man stämd av en lokal detaljhandelskedja som gick under namnet Foodtown. Domstolen gick på den lokala detaljhandelskedjans linje och förbjöd att Food Town fick använda sitt namn i Richmond. Food Town förutspådde att det skulle hända samma sak i delstaten Tennessee så man beslutade omgående byta namn till det nuvarande. 1999 ville företaget bli internationellt och startade upp butiker i Thailand, satsningen varade dock bara till 2004 när samtliga butiker såldes till nya ägare. 2016 blev Delhaize Group fusionerad med det nederländska Ahold och blev Ahold Delhaize.
Huvudkontoret ligger i Salisbury i North Carolina.

## Delstater
De har butiker i följande delstater:
| - Delaware - Georgia - Kentucky - Maryland - North Carolina | - Pennsylvania - South Carolina - Tennessee - Virginia - West Virginia |